# Разряды в сёги
В игре сёги в Японии имеются 3 отдельные официальные линейки разрядов кю (яп. 級) — дан (яп. 段): для любителей, для женщин-профессионалок и для мужчин-профессионалов. Профессиональные (а также высшие любительские) разряды по сёги может присваивать лишь NSR, согласно фиксированным правилам. 
Аналогичная разрядная система существует и в Европе.
В форовых партиях от разрядов игроков зависит даваемая фора.

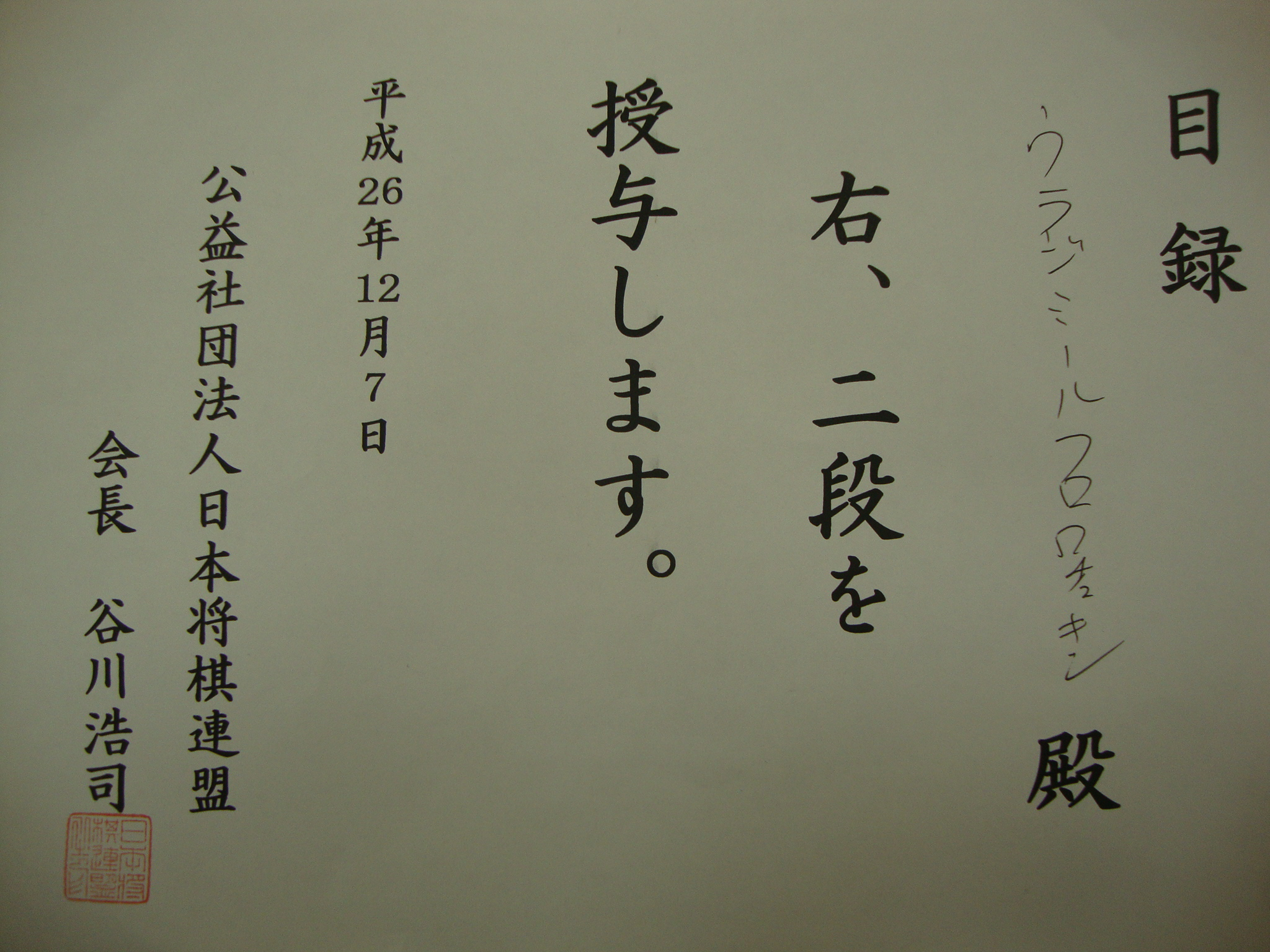
Официальное удостоверение
второго любительского дана NSR

## Дан
Низшим даном в любой системе является 1-й (сёдан, яп. 初段, дословно «начальный дан»); высший зависит от системы (обычно не выше 9-го).
Профессиональные разрядные сетки по сёги есть только в Японии:
- Мужские профессиональные даны по сёги могут получить лишь ученики (1—3 профи-дан) и выпускники (4—9 профи-дан) Сёрэйкай — школы, готовящей профессионалов сёги. Терминологически, ученики Сёрэйкай профессионалами не считаются, хотя и могут обладать 1—3 профессиональными данами.
  - 9 профессиональный дан даётся или за завоевание титула мэйдзин, или за двукратное завоевание титула рюо, или за завоевание трёх любых титулов, или за 250 официальных побед после достижения 8 дана.
  - Чтобы получить 8 дан, профессионалу требуется или повыситься в лигу А Дзюнъисэн, или завоевать один раз титул рюо, или завоевать 2 любых титула, или одержать 190 официальных побед после достижения 7 дана.
  - Для получения 7 дана требуется повыситься в лигу B1 Дзюнъисэн, или попасть в группу 1 турнира рюо, или завоевать любой титул, или победить в турнире Дзэн нихон пуро, или одержать 150 официальных побед после достижения 6 дана, и т.д.

С 1962 по 1987 год в сёги существовал титул дзюдан («10 дан»), однако в 1988 году он был переименован в рюо (при этом пожизненный 10-й дан остался у единственного обладателя этого титула Макото Накахары).
На 2020 год 9 профессиональный дан имели 31 действующий сёгист  и 17 ветеранов сёги. 
- Профессиональные сёгистки могут получить 1—7 «женский дан». Первой женщиной-обладательницей мужского дана стала Кана Сатоми — сильнейшая нынешняя сёгистка Японии, продолжившая после получения 2 женского кю обучение в Сёрэйкай и в 2013 году достигшая 3 дана Сёрэйкай[3].

7 женского дана достигла лишь Итиё Симидзу (в марте 2020); 6 женского дана — Хироэ Накаи и Кана Сатоми.
Единственный пример достижения профессионального дана игроком не из Японии — польская сёгистка Каролина Стычинская (получила 1 женский профессиональный дан в 2021 году).
- Любители в Японии могут получить 1—7 дан (формально, с 2010 года можно получить и 8 любительский дан, 4 раза завоевав любительский титул рюо[5]). Высшие любительские даны может присваивать лишь NSR, а низшие — также и руководители местных японских клубов сёги.

### Даны ФЕСА
В Европе, США и республиках бывшего СССР разряды сёгистам присваивает Федерация европейских ассоциаций сёги (ФЕСА): по результатам официальных турниров и алгоритму, базирующемуся на рейтинговой системе Эло. Рейтинги и разряды, согласно этому алгоритму, присваиваются участникам официальных турниров ФЕСА из любых стран (например, всем участникам Международных форумов сёги).
Наивысший разряд ФЕСА — 6 дан, однако с момента создания этой системы в 1994 году ни один неяпонский сёгист этого разряда не достиг. Из японцев же этого разряда достигли участвовавшие в турнирах ФЕСА Аюму Сато (2000), Ютака Исии (2001), Сера Цукаса (2005), Юдзи Кикута (2007), Мицуру Имамура (2015) и Хидэаки Такахаси (2016). В Японии имеются тысячи любителей 6 и 7 дана, которые также могли бы получить этот разряд ФЕСА, однако в европейских турнирах, в силу удалённости, участие они принимают редко.
5 дана ФЕСА из неяпонцев первым достиг, в конце XX века, американец Ларри Кауфман. Вторым, в 2020 году, — минский сёгист Винсент Танян, чемпион Европы 2017 и 2019 годов. Далее, в 2021 году, этого разряда достиг достиг минчанин Сергей Корчицкий, чемпион Европы 2013 и 2021 годов, а в 2022 — также минчанин, Антон Старикевич.
Для присвоения 5 или 6 дана в системе ФЕСА необходимо согласие Японской ассоциации сёги, однако её представитель Тэруити Аоно, 9 дан, посмотрев игру сильнейших европейских сёгистов на Чемпионате Европы 2019 года, сделал официальное заявление, что их реальный уровень уже достиг 5 дана, поэтому в ФЕСА в 2020 году началось обсуждение отмены этого правила и модификации алгоритма присвоения 5 и 6 данов ФЕСА.
На 1 января 2022 года по числу действующих (игравших в официальных турнирах в два последние года) обладателей данов ФЕСА лидировали Белоруссия (29), Япония (19), Россия (19) и Германия (15 игроков). 2 игрока стран ФЕСА достигли пятого дана, 10 — четвёртого.
Во всех вышеназванных системах полученные даны не могут быть понижены или отняты; возможно лишь повышение. Таким образом, официальный дан в сёги является показателем наивысшего уровня игры, которого сёгист достиг в своей жизни.
Также, даны по сёги присуждаются при ранжировании сёгистов на различных игровых сайтах (shogidojo, 81dojo и т. д.), на каждом из которых разрядная система имеет свои особенности. Для этих данов возможно и понижение.
Поэтому при указании дана игрока следует также указывать (если это неясно из контекста), в рамках какой системы этот дан был получен.

## Кю
Разряды для начинающих в сёги называются кю  (яп. 級 кю:, «степень»). С возрастанием силы номер кю убывает, и за 1 кю следует первый дан. В Японии присвоением кю ведают как учебные отделения NSR, так и местные сёги-клубы. 
Новичкам Сёрэйкай, в зависимости от силы, присваивается 6-4 профессиональный кю. Для любителей в Японии шкала начинается от 10 или 15 кю, в зависимости от клуба. Шкала ФЕСА начинается с 20 кю; для получения разряда требуется сыграть не менее 9 официальных партий, включающих хотя бы одну победу.
На 2021 год единственный неяпонский игрок, получавший профессиональный кю — польская сёгистка Каролина Стычинская (достигла 1 женского профессионального кю в 2017 году).